# The Progress of Liberty

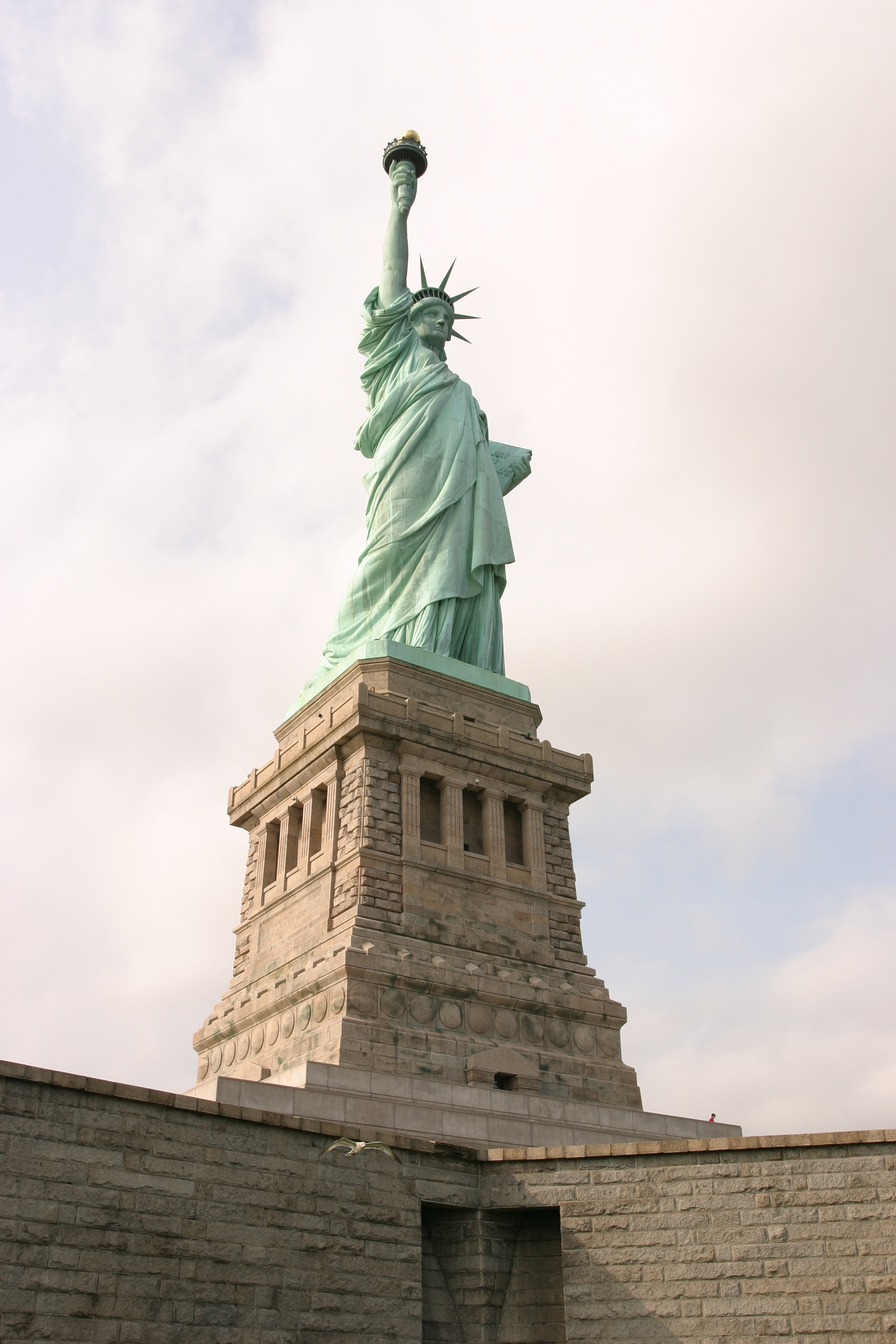
Statua Wolności w Nowym Jorku

Eugène Delacroix, Wolność prowadzi lud na barykady

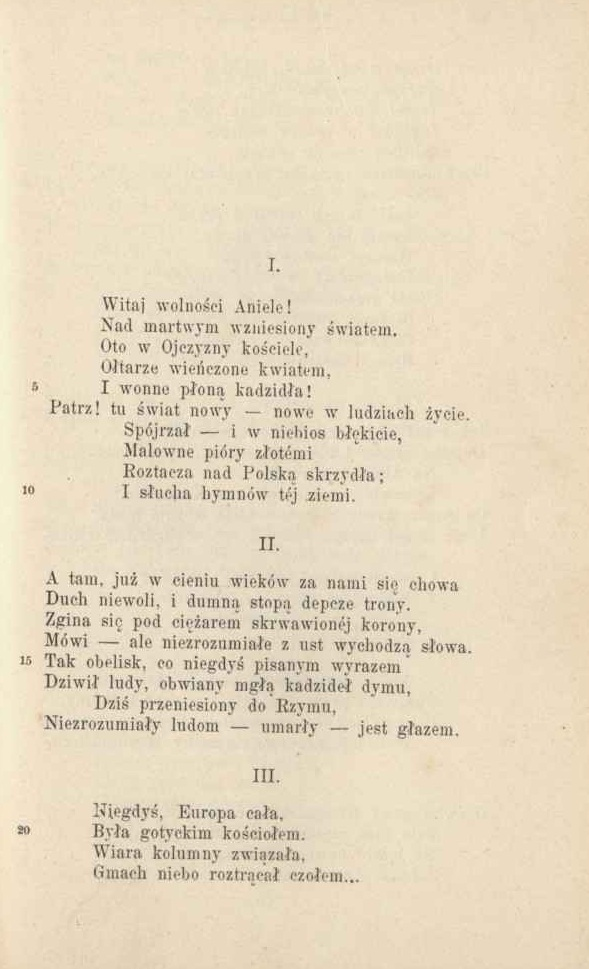
Odę do wolności napisał Juliusz Słowacki

The Progress of Liberty – poemat osiemnastowiecznej angielskiej poetki Mary Robinson (1758–1800), napisany w 1798 i opublikowany pośmiertnie w 1801. Utwór jest napisany wierszem białym (blank verse), czyli nierymowanym pentametrem jambicznym, to znaczy sylabotonicznym dziesięciozgłoskowcem, w którym akcenty padają na parzyste sylaby wersu. Utwór rozpoczyna się inwokacją do Wolności:

Hail, Liberty sublime ! hail godlike pow'r,
Coëval with the skies, to earth new born;
Thou parent of delight, thou source refined
Of human energy! Thou fountain vast
From whose immortal stream the soul of man
Imbibes celestial fervour ! But for thee,
O ! best and noblest attribute of God!
Who would the coil endure of mortal woe.
The frowns of fortune, or the taunts of pride;
Float with the gale, or buffet with the storm;
Who labour thro' the busy dream of time.
War with oppression, or resist the base;
Opposing ever, and by each oppos'd.
To count succeeding conflicts; and to die?
Hail, Liberty! legitimate of Heav'n!

Poemat składa się z dwóch ksiąg i zajmuje około pięćdziesięciu stron druku. Początkowo składające się na poemat teksty były od kwietnia do maja 1798 wydawane jako części cyklu zatytułowanego Poetic Pictures. Nosiły tytuły wtedy The Birth-day of Liberty, The Progress of Liberty, The Horrors of Anarchy, The Vestal, The Monk i The Dungeon.